# Theta1 Microscopii
Theta1 Microscopii (θ1  Microscopii, förkortat Theta1 Mic, θ1  Mic) som är stjärnans Bayerbeteckning, är en ensam stjärna belägen i den sydöstra delen av stjärnbilden Mikroskopet. Den har en skenbar magnitud på 4,82 och är synlig för blotta ögat där ljusföroreningar ej förekommer. Baserat på parallaxmätning inom Hipparcosuppdraget på ca 16,5 mas, beräknas den befinna sig på ett avstånd på ca 200 ljusår (ca 60 parsek) från solen.

## Egenskaper
Theta1 Microscopii är en blå till vit stjärna i huvudserien av spektralklass A7VpSrCrEu. Den har en massa som är ca 2,3 gånger större än solens massa, en radie som är ca 2,2 gånger större än solens och utsänder från dess fotosfär ca 37 gånger mera energi än solen vid en effektiv temperatur på ca 11 300 K.
Theta1 Microscopii är rapporterad som en α² CVn-variabel med en period på 2,125 dygn och en variation från magnitud 4,77 till 4,87, samt som en kemiskt märklig stjärna med starka metalliska emissionslinjer i dess spektrum.